# Штрпце
Штрпце (серб. Штрпце, Štrpce, алб. Shtërpcë) — місто на півдні історико-географічного регіону Косово Поле, в Средскій жупі. Місто Штрпце — адміністративний центр громади Штрпце, яка офіційно входить в Урошевацький округ Косово (серб. Урошевачки округ по UNMIK).
Населення — близько 9 тис. чол., приблизно 65% серби, 30% албанці. Поблизу міста є єдиний гірськолижний курорт Косова — база Брезовиця.